# Évora Tamayo
Évora Tamayo es una narradora y periodista cubana que ha incursionado frecuentemente en el humorismo.

## Biografía
Évora Tamayo publica en los años sesenta sus primeros relatos, marcados por el predominio de los elementos fantásticos, lo que la emparenta con otras autoras cubanas de esos años como María Elena Llana o Esther Díaz Llanillo.
En la década siguiente publica textos sobre el humor en la prensa cubana en los siglos XIX y primeras décadas del veinte. 
No es hasta 1983 que vuelve a publicar cuentos en su libro Sospecha de asesinato. En estos textos, lo fantástico y el humor siguen apareciendo como elementos característicos de su narrativa.
En los años ochenta escribiría otros textos relacionados con el humor en Cuba y recogería sus colaboraciones en el semanario humorístico Palante.
Évora Tamayo también ha incursionado en el minicuento.

## Obra publicada
- Cuentos para abuelas enfermas. Cuento. Ediciones El Puente. 1964.[5]
- La vieja y la mar. Cuento. Serie del Dragón. Ediciones Revolución. 1965
- Cien años de humor político. Ensayo. 1971
- La prensa satírica habanera en el siglo XIX. Ensayo. 1979.
- Sospecha de asesinato. Cuento. 1983
- Fumando en pipa y otras costumbres. Relatos. 1983.
- Con la risa en el directo. Viñetas humorísticas. 1989.
- Con permiso de... 1989.

## Enlaces
- http://www.buenastareas.com/materias/un-cuento-de-navidad-de-evora-tamayo/0